# Somercotes
Somercotes – wieś i civil parish w Anglii, w Derbyshire, w dystrykcie Amber Valley. W 2011 roku civil parish liczyła 6255 mieszkańców.